# Antidesma vaccinioides
Antidesma vaccinioides är en emblikaväxtart som beskrevs av Airy Shaw. Antidesma vaccinioides ingår i släktet Antidesma och familjen emblikaväxter. Inga underarter finns listade i Catalogue of Life.